# جو ستریانی
جوزف سَتریانی (انگلیسی: Joseph Satriani؛ زادهٔ ۱۵ ژوئیه ۱۹۵۶) نوازندهٔ گیتار راک، آهنگ‌ساز و ترانه‌سرای آمریکایی است. او فعالیت موسیقایی خود را با آموزش گیتار آغاز کرد و بسیاری از شاگردانش بعدها به شهرت جهانی رسیدند؛ از جمله استیو وای، لری لالوند، ریک هونولت، کرک همت، اندی تیمونز، چارلی هانتر، کوین کداگان و الکس اسکولنیک.
ستریانی از اواسط دههٔ ۱۹۸۰ فعالیت حرفه‌ای مستقل خود را به‌عنوان تک‌نواز آغاز کرد و با فروش بیش از ده میلیون آلبوم، عنوان پرفروش‌ترین نوازندهٔ گیتار راک بی‌کلام را از آن خود کرد. او همچنین ۱۵ بار نامزد جایزهٔ گرمی شده است.
در سال ۱۹۸۸، میک جگر او را برای اجرای گیتار در نخستین تور انفرادی خود برگزید. در سال ۱۹۹۳، پس از دومین خروج ریچی بلکمور از گروه دیپ پرپل، ستریانی به‌طور موقت در کنار این گروه تور برگزار کرد. در سال ۱۹۹۵، او تور G3 را پایه‌گذاری کرد که در آن با طیف متنوعی از گیتاریست‌های برجسته همکاری داشته است. همچنین از سال ۲۰۰۸ به عضویت ابرگروه چیکن‌فوت درآمده و در آن به‌عنوان نوازندهٔ گیتار فعالیت می‌کند.

## زندگی
ستریانی در وست‌بوری، نیویورک زاده شد. تبار وی به کشور ایتالیا بازمی‌گردد. در سال ۱۹۷۰ میلادی، هنگامی که ۱۴ سال بیشتر سن نداشت، پس از شنیدن خبر درگذشت جیمی هندریکس اسطوره و گیتاریست برجستهٔ راک آن سال‌ها و آشنا شدن با موسیقی او، به راک و نوازندگی گیتار علاقه‌مند شد. او استاد کسانی همچون کرک همت از گروه متالیکا و استیو وای بوده است. اولین آلبومی که او تهیه نمود نه از این زمین نام داشت که در سال ۱۹۸۶ درهای سبک راک را به سوی جهانیان گشود. او بنیانگذار شیوه جدید و لهجه خاصی از نوازندگی در نوع خود است که منبع الهام برای بسیاری از نوازندگان هارد راک و هوی متال است. صدای دیستروشن ملودی‌ها، جیغ‌ها، سوت‌های نت‌ها و نحوه کار با دسته لرزاننده سیم‌های گیتار (فلویدرز) خاص خود او می‌باشد.

## تجهیزات موسیقی و شیوهٔ نوازندگی
گیتارهای سری جِی‌اِس آیبانز و اَمپ‌های سری جِی‌اِس‌ایکس پیوی سیگنچر جو ستریانی هستند و در طراحی و ساخت آن‌ها نیازهای نوازندگی ستریانی لحاظ شده است ولی هم‌اکنون تولید این آمپلی‌فایرها متوقف شده و جو مدتی است از آمپ‌های JVM410 که جزو محصولات شرکت مارشال هستند، استفاده می‌کند. گیتارهای سری جِی‌اِس در مدل‌های جِی‌اِس ۱۰۰، جِی‌اِس ۹۰۰، جِی‌اِس ۱۰۰۰، جِی‌اِس ۱۲۰۰، جِی‌اِس ۲۰۰۰ و جِی‌اِس ۲۴۰۰ تولید می‌شوند و به غیر از مدل جِی‌اِس ۱۰۰ در همهٔ آن‌ها پیکاپ دیمارزیو استفاده شده است.
این سری از گیتارها دو پیکاپ جلو و دو پیکاپ در عقب دارند و هیچ‌کدام در وسط پیکاپ ندارند هر چند قابل ذکر است که در موقع ضبط آلبوم «Surfing with the alien» اصلاً مدل JS وجود نداشته وخودش هم با مدل‌های پائین‌تر Ibanez که حتی پیکاپ وسط داشته قطعه «Satch boogie» را اجرا کرده است.
دسته گیتار او غالباً Rosewood و ۲۲ فرت هستند. سیستم مکانیکی Tremolo bar در کلیه این گیتارها (Floyd Rose - Edge Pro Bridge) می‌باشد و در سر دسته حتماً Lock وجود دارد. جو از سیم ۰۰۹ جهت سیم یک و ۰۴۲ جهت سیم شش استفاده می‌نماید و گیتارش را استاندارد یعنی E کوک می‌کند.
قطر فرت‌ها از فرت‌های Fender کمی قطورتر هستند (۶۱۰۵/۷۷).

### نوازندگی باپیک
جو از پیک Dunlop ضخیم استفاده می‌کند و اغلب آن را با زاویه ۴۵ درجه در دست می‌گیرد تا اصطکاک مضراب با سیم‌ها به حداقل ممکن برسد و همچنین در این زاویه Screamها خوش صداتر ارائه می‌گردند. اصولاً از مچ مضراب می‌زند و اغلب انگشت کوچک خود را بر روی بدنه گیتار تکیه می‌دهد و گاه در سرعت‌های بالا همچون Al di meola دست را از آرنج با حرکتی سریع در خود می‌چرخاند. (چیزی شبیه به حرکت دست هنگام چرخاندن کلید) و جهت اطمینان از حفظ فاصله دلخواه و جلوگیری از فرورفتن بیش از حد مضراب به درون سیم‌ها اغلب با انگشتان a-m و e به نرمی سطح گیتار را می‌خراشد.

### نوازندگی به کمک انگشت
او اغلب در مواقعی که می‌خواهد همچون zztop با لهجه غلیظ دهه هفتاد بنوازد و همچنین در مواردی که پایین آوردن Gain توسط Volume قصد ارائه صدایی بسیار شفاف و کلاسیک را دارد، انگشتانش به جای پیک استفاده می‌کند. او بر خلاف اکثر نوازندگان گیتار ناخن هر دو دستش را می‌گیرد.

### فیگورهای دست چپ
او از هر دو روش کلاسیک و جَز به میزان برابر استفاده می‌کند. در فرم نوازندگی جَز شصت از بالا بر دسته گیتار قلاب می‌شود و سایر انگشتان نیز از پایین و به صورتی زاویه‌دار بر روی سیم‌ها می‌نشینند. ستریانی زمانی از این شیوه استفاده می‌کند که بخواهد تکنیک‌های بِندینگ یا ویبراتو را اجرا کند.

## چیکن فوت
چیکن‌فوت (به انگلیسی: Chickenfoot) نام اَبَرگروهی است که ستریانی به همراه سمی هیگار (خواننده پیشین ون هیلن)، مایکل آنتونی (بِیسیست پیشین ون هیلن) و چد اسمیت (درامر رد هات چیلی پپرز) در سال ۲۰۰۸ تشکیل دادند. از این سوپربند دو آلبوم به نام‌های Chickenfoot و Chickenfoot III منتشر شده است.

## آلبوم‌ها
- Not of This Earth (1986)
- Surfing with the Alien (1987)
- Flying in a Blue Dream (1989)
- The Extremist (1992)
- Time Machine (1993)
- Joe Satriani (1995)
- Crystal Planet (1998)
- Engines of Creation (2000)
- Strange Beautiful Music (2002)
- Is There Love in Space? (2004)
- Super Colossal (2006)
- Professor Satchafunkilus and the Musterion of Rock (2008)
- Black Swans and Wormhole Wizards (2010)
- Unstoppable Momentum (2013)
- Shockwave Supernova (2015)
- What Happens Next (2018)
- Shapeshifting (2020)
- The Elephants of Mars (2022)